# جدينييفو
جدينييفو (Жденіэво) هي مدينة في مقاطعة زاكارباتسكا في أوكرانيا.
يبلغ عدد سكانها حوالي 1106 نسمة.